# Arroyo Covunco
El Arroyo Covunco 38°36′00″S 69°53′00″O / -38.60000, -69.88333 nace en la Precordillera Neuquina de la conjunción del Arroyo Huayapa y del Arroyo Carreri y es uno de los afluentes del Río Neuquén.

## Nacimiento y desembocadura
A 30 kilómetros de la ciudad de Zapala en dirección oeste se forma su nacimiento y muere en la zona llamada Paso de los Indios cuando desagota sus aguas en el Neuquén.
Su trayectoria hace que se forme un valle muy bonito y se lo conoce habitualmente como Covunco, a su paso se encuentra la localidad de Mariano Moreno (Neuquén) y el Regimiento de Infantería de Montaña 10 Teniente General Racedo.

## Actividad económica
Es motivo de una actividad económica de importancia, ya que de sus orillas se extraen los áridos y las arenas que necesariamente absorbe la construcción de vivienda y edificios en Zapala, Mariano Moreno, y a lo largo de su trayectoria.
Sus aguas riegan las tierras para cultivos de hortalizas y pasturas en las chacras del lugar.

## Proyectos
Existen dos proyectos para embalsar sus aguas que son desaprovechadas en el invierno, para poder regar superficies desérticas en el departamento Zapala en épocas de verano, ellos se denominan La Ramadilla y Carreri.

## Historia
Existe una Usina 
 hidroeléctrica abandonada que hace años producía energía con las aguas del arroyo y daba servicio eléctrico a los regimientos del Ejército Argentino ubicados en Zapala y Covunco. Se ha planteado su reactivación para utilizar otras fuentes de energía, alternativas a los hidrocarburos.